# Sylvain Côté
Sylvain Côté (* 19. Januar 1966 in Québec City, Québec) ist ein ehemaliger kanadischer Eishockeyspieler, der im Verlauf seiner aktiven Karriere zwischen 1984 und 2002 unter anderem 1273 Spiele für die Hartford Whalers, Washington Capitals, Toronto Maple Leafs, Chicago Blackhawks und Dallas Stars in der National Hockey League auf der Position des Verteidigers bestritten hat.

## Karriere
Côté spielte zunächst bei den Sainte-Foy Gouverneurs, ehe er 1982 zu den Remparts de Québec in die Ligue de hockey junior majeur du Québec wechselte. Dort verbrachte der Verteidiger zwei Spielzeiten und kam nach 34 Punkten in seiner Rookiesaison auf 65 Punkte in der folgenden. Anschließend wurde er im NHL Entry Draft 1984 in der ersten Runde an elfter Position von den Hartford Whalers ausgewählt. Gleich zur Saison 1984/85 schaffte Côté den Sprung in die National Hockey League und kam in 67 Spielen zum Einsatz. Zur Spielzeit 1985/86 startete der Abwehrspieler ebenfalls im Profibereich, wurde aber nach einigen Einsätzen wieder in die LHJMQ geschickt. Dort kam er bei den Olympiques de Hull zum Einsatz, mit denen er am Saisonende die Coupe du Président gewann. Zudem erhielt er eine Nominierung in First All-Star-Team der Liga und wurde mit der Trophée Émile Bouchard den besten Abwehrspieler der regulären Saison sowie der Trophée Guy Lafleur für den wertvollsten Spieler der Play-offs, die er gemeinsam mit seinem Teamkollegen Luc Robitaille erhielt, ausgezeichnet. Anschließend spielten die Olympiques im Turnier um den Memorial Cup.
Ab der Saison 1986/87 gehörte Côté – mit der Ausnahme von zwölf Einsätzen im Farmteam, den Binghamton Whalers, in der American Hockey League – zum Stammpersonal in Hartford. Dies hatte bis zum Ende der Spielzeit 1990/91 Bestand. Nur in der Saison 1989/90 verpasste er wegen einer Verletzung einen Großteil der Spiele. Im September 1991 trennten sich schließlich die Wege der Whalers und des Verteidigers. Im Austausch für den russischen Stürmer Andrei Nikolischin wechselte er zu den Washington Capitals. Beim Team aus der US-amerikanischen Hauptstadt konnte er seine Punktausbeute deutlich steigern und spielte bis Ende März 1998 dort. Im Rahmen der Trade Deadline sicherten sich die Toronto Maple Leafs die Dienste des Abwehrspielers. Für Côté wechselte Jeff Brown nach Washington.

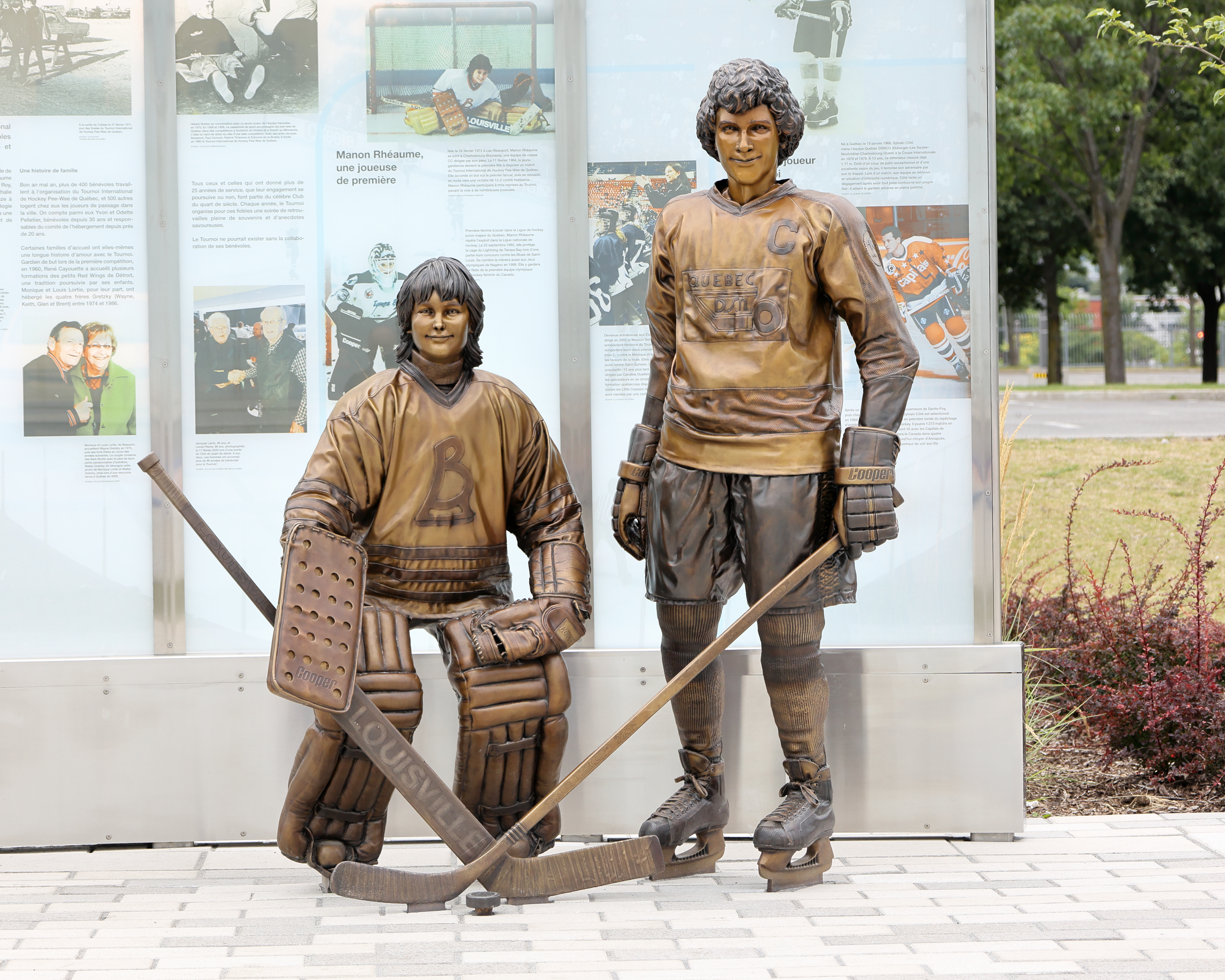
Statue von Manon Rhéaume und Sylvain Côté

In Toronto verbrachte der Kanadier lediglich eineinhalb Jahre, die aber mit dem Erreichen der Play-off-Vorschlussrunde in der Saison 1998/99 überaus erfolgreich waren. Im Oktober 1999 wurde Côté für ein Zweitrunden-Wahlrecht im NHL Entry Draft 2001 an die Chicago Blackhawks abgegeben. Für die Blackhawks absolvierte er aber lediglich 45 Partien, da er im Februar 2000 gemeinsam mit Dave Manson an den amtierenden Stanley-Cup-Sieger und erneuten Meisterschaftsfavoriten Dallas Stars abgegeben wurde. Im Tausch wechselten Kevin Dean, Derek Plante und ein Zweitrunden-Wahlrecht im NHL Entry Draft 2001 nach Chicago.
Mit Dallas erreichte der Abwehrspieler die Finalserie um den Stanley Cup, wo das Team in der Best-of-Seven-Serie in sechs Spielen den New Jersey Devils unterlag und damit die Titelverteidigung verpasste. Nach 28 Saison- und 23 Play-off-Spielen war die Zeit bei den Texanern aber erneut beendet. Als Unrestricted Free Agent kehrte Côté zu den Washington Capitals zurück, wo er zwei weitere komplette Spielzeiten verbrachte. Nach nur einem Einsatz in der Saison 2002/03 lösten die Capitals den Vertrag mit ihm auf, woraufhin er kein neues Team mehr fand und seine Karriere beendete.

### International
Côté vertrat sein Heimatland Kanada bei den Junioren-Weltmeisterschaften 1984 und 1986. Nach einem vierten Platz bei der Weltmeisterschaft 1984 gewann er zwei Jahre später die Silbermedaille und wurde ins All-Star-Team des Turniers berufen.
Beim World Cup of Hockey 1996 – seinem einzigen Nationalmannschaftsauftritt bei den Senioren – bestritt der Verteidiger zwei Spiele für die Ahornblätter und bereitete einen Treffer vor. Nach zwei Niederlagen in der Best-of-Three-Serie gegen die Vereinigten Staaten belegte er mit dem Team den zweiten Platz.

## Erfolge und Auszeichnungen
| - 1984 LHJMQ Second All-Star-Team - 1986 Coupe-du-Président-Gewinn mit den Olympiques de Hull - 1986 LHJMQ First All-Star-Team | - 1986 Trophée Guy Lafleur (gemeinsam mit Luc Robitaille) - 1986 Trophée Émile Bouchard |

### International
- 1986 Silbermedaille bei der Junioren-Weltmeisterschaft
- 1986 All-Star-Team der Junioren-Weltmeisterschaft
- 1996 Zweiter Platz beim World Cup of Hockey

## Karrierestatistik

### International
Vertrat Kanada bei:
- Junioren-Weltmeisterschaft 1984
- Junioren-Weltmeisterschaft 1986
- World Cup of Hockey 1996

(Legende zur Spielerstatistik: Sp oder GP = absolvierte Spiele; T oder G = erzielte Tore; V oder A = erzielte Assists; Pkt oder Pts = erzielte Scorerpunkte; SM oder PIM = erhaltene Strafminuten; +/− = Plus/Minus-Bilanz; PP = erzielte Überzahltore; SH = erzielte Unterzahltore; GW = erzielte Siegtore; 1 Play-downs/Relegation; Kursiv: Statistik nicht vollständig)